# Rivière Cami
Pour les articles homonymes, voir Cami.
La rivière Cami est un affluent de la rivière Saint-Jean (rivière Saguenay), coulant dans la municipalité de Lalemant, Hébertville-Station et Rivière-Éternité, dans la municipalité régionale de comté (MRC) du Fjord-du-Saguenay, dans la région administrative du Saguenay-Lac-Saint-Jean, dans la province de Québec, au Canada. Le cours de la rivière Cami traverse la zec du Lac-au-Sable.
La vallée de la rivière Cami est desservie sur tout son cours par le chemin du Lac-Desprez, pour les besoins la foresterie et des activités récréotouristiques. Quelques routes forestières secondaires desservent cette vallée.
La foresterie constitue la principale activité économique du secteur ; les activités récréotouristiques, en second.
La surface de la rivière Cami est habituellement gelée du début de décembre à la fin mars, toutefois la circulation sécuritaire sur la glace se fait généralement de la mi-décembre à la mi-mars.

## Géographie
Les principaux bassins versants voisins de la rivière Cami sont :
- côté nord : lac Bailloquet, lac Otis, lac Périgny, rivière Éternité, lac à la Truite, rivière Saguenay ;
- côté est : rivière Saint-Jean, lac Quarante-Quatre ;
- côté sud : rivière à la Catin, ruisseau Épinglette, rivière Malbaie, lac Desprez, rivière Porc-Épic ;
- côté ouest : lac Brébeuf, lac des Canots, ruisseau Papinachois, rivière Ha! Ha!, rivière à Mars.

La rivière Cami prend sa source à la confluence du lac Desprez (longueur : 2,8 km ; altitude : 425 m) dans une vallée encaissée. Cette source est située à :
- 0,9 km au sud-est d’un sommet de montagne qui atteint 692 m ;
- 3,3 km au nord-est d’une courbe du cours du ruisseau à John ;
- 5,2 km au nord d’une courbe du cours de la rivière Malbaie ;
- 10,9 km au sud-ouest d’une courbe du cours de la rivière à la Catin ;
- 13,7 km au sud de l’embouchure du lac Brébeuf ;
- 14,1 km au sud-ouest de la confluence de la rivière Cami et de la rivière Saint-Jean[2].

À partir de sa source, le cours de la rivière Cami descend sur 22,5 km en zones forestières et montagneuses, avec une dénivellation de 196 m selon les segments suivants :
Cours supérieur de la rivière Cami (segment de 10,0 km)
- 1,7 km vers le nord-est en recueillant une décharge (venant de l’ouest) du lac Isolation, jusqu’à un coude de rivière, correspondant à un ruisseau (venant du sud-est) ;
- 1,3 km vers le nord en zone de marais en recueillant la décharge du lac Éloigné et du Lac en Poire, ainsi qu’en passant à l’est d’une montagne dont le sommet atteint 469 m, jusqu’à un coude de rivière ;
- 2,7 km vers le nord-ouest en zone de marais jusqu’à la décharge (venant du sud-ouest) d’un ensemble de lacs ;
- 1,0 km vers le nord-ouest en recueillant la décharge (venant du sud) du lac de la Grosse Femelle, jusqu’à La Petite rivière (venant de l’ouest) ;
- 3,3 km vers le nord-est en formant une grande courbe en début de segment pour contourner une montagne dont le sommet atteint 499 m et en recueillant la décharge (venant du nord-ouest) de quelques lacs, ainsi que la décharge (venant du sud-ouest) du Lac Aurel, jusqu’à une décharge (venant de l’ouest) du Lac à Fournel ;

Cours inférieur de la rivière Cami (segment de 12,5 km)
- 2,2 km vers le nord dans une vallée encaissée en formant une courbe vers l’est en début de segment, jusqu’à un ruisseau (venant du sud-est) ;
- 3,2 km vers le nord-ouest dans une vallée encaissée et traversant quelques rapides, jusqu’à un ruisseau (venant du nord-ouest) ;
- 2,8 km vers le nord-est en traversant quelques rapides, jusqu’à la décharge (venant du nord-ouest) d’un lac ;
- 1,9 km vers le nord-est dans une vallée encaissée, en traversant quelques rapides et en courbant vers le nord ;
- 1,4 km vers le nord-est, jusqu'à la confluence de la rivière à la Catin (venant du sud-est) ;
- 1,0 km vers le nord dans une plaine, jusqu'à son embouchure[2].

La rivière Cami se déverse sur la rive sud de la rivière Saint-Jean. Cette embouchure est située à :
- 0,9 km au nord-est de l’embouchure du lac Brébeuf (confluence avec la rivière Saint-Jean) ;
- 14,3 km au sud-ouest du centre du village de Rivière-Éternité ;
- 26,7 km au sud-ouest de la confluence de la rivière Saint-Jean et de l’anse Saint-Jean (rivière Saguenay) ;
- 4,5 km au sud d’une baie du lac Éternité ;
- 48,9 km au sud-est du centre-ville de Saguenay[2].

À partir de la confluence de la rivière Cami, le courant :
- suit le cours de la rivière Saint-Jean (rivière Saguenay) sur 37,7 km généralement vers le nord-est ;
- traverse l’Anse Saint-Jean sur 2,9 km vers le nord ;
- suit le cours de la rivière Saguenay sur 42,8 km vers l’est jusqu’à Tadoussac où il conflue avec l’estuaire du Saint-Laurent.

## Toponymie
Le toponyme « rivière Cami » a été officialisé le 29 juin 1983 par la Commission de toponymie du Québec.